# Alsény Keita
Alsény Keita Kamolosilah (ur. 26 czerwca 1983 w Konakry) – liberyjski piłkarz pochodzenia gwinejskiego występujący na pozycji pomocnika. Brat bliźniak Alhassane Keity.

## Kariera klubowa
Keita karierę rozpoczął w 2001 roku w zespole Horoya AC. W tym samym roku zdobył z nim mistrzostwo Gwinei. Po tym sukcesie wyjechał do Maroka, gdzie grał w drugoligowych FUS Rabat oraz Chabab Mohammédia. W 2003 roku przeszedł do szwajcarskiego FC Luzern ze Swiss Super League. Przez 3 lata rozegrał tam 33 spotkania i zdobył 1 bramkę.
W 2006 roku Keita przeszedł do francuskiego Gazélec Ajaccio z CFA. W 2007 roku odszedł do innego czwartoligowca, US Sénart-Moissy. W 2009 roku był stamtąd wypożyczony do gwinejskiego Satellite FC. Potem wrócił do Sénart-Moissy.

## Kariera reprezentacyjna
W reprezentacji Gwinei, w której rozegrał 2 spotkania, Keita zadebiutował 20 czerwca 2004 roku w wygranym 2:1 meczu eliminacji Mistrzostw Świata 2006 z Tunezji.
W 2011 roku rozpoczął grę dla reprezentacji Liberii.